# Burnhaupt-le-Haut
Burnhaupt-le-Haut is een gemeente in het Franse departement Haut-Rhin (regio Grand Est) en telde op 1 januari 2022 1.753 inwoners.

## Geschiedenis
De gemeente maakte deel uit van het kanton Cernay en het arrondissement Thann tot het op 1 januari 2015 overgegaan is naar het kanton Masevaux, dat op 24 februari 2021 werd hernoemd naar kanton Masevaux-Niederbruck, en het arrondissement Thann-Guebwiller.

## Geografie
De oppervlakte van Burnhaupt-le-Haut bedroeg op 1 januari 2022 12,49 vierkante kilometer; de bevolkingsdichtheid was toen 140,4 inwoners per km².

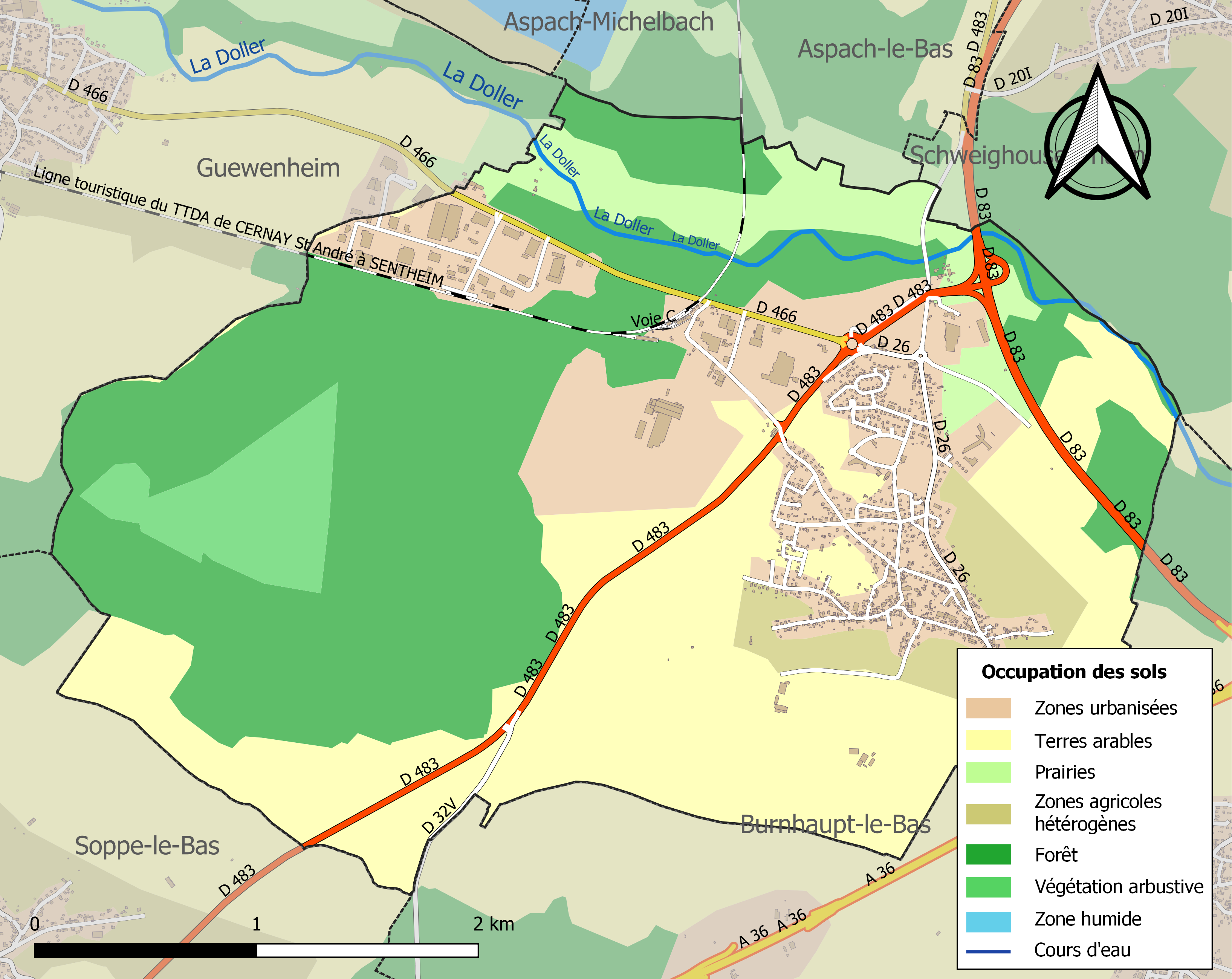
Kaart van de gemeente met de belangrijkste infrastructuur, bodemgebruik en omliggende gemeenten

## Demografie
Onderstaande figuur toont het verloop van het inwonertal (bron: INSEE-tellingen).